# نورث كولينس (نيويورك)
نورث كولينس (بالإنجليزية: North Collins, New York)‏ هي بلدة أمريكية تقع في الولايات المتحدة في نيويورك (ولاية). يقدر عدد سكانها بـ 3,523 نسمة .